# Seteluk District
Seteluk District (indonesiska: Kecamatan Seteluk) är ett distrikt i Indonesien.   Det ligger i provinsen Nusa Tenggara Barat, i den sydvästra delen av landet, 1 100 km öster om huvudstaden Jakarta.